# 囊胸藤壶科
囊胸藤壶科（学名：Ascothoracidae）为长囊虱目的一个科。

## 下级分类
本科包括以下属：
- 囊胸藤壶属 Ascothorax Djakonov, 1914
- Cardiosaccus Kolbasov & Petrunina, 2018
- Parascothorax Wagin, 1964